# Charles Laughton
Charles Laughton (Scarborough, North Yorkshire, 1899. július 1. – Los Angeles, 1962. december 15.) Oscar- és kétszeres Grammy-díjas angol színpadi és filmszínész, rendező.

## Élete és pályafutása
1899. július 1-jén született Scarborough-ban, Angliában. Apja, Robert Laughton, a yorkshire-i Victoria Hotel igazgatója. Anyja, Eliza (leánykori neve: Conlon) Laughton, ír származású, hithű római katolikus, aki ugyanebben a hitben nevelte fel gyermekeit. Laughton rövid ideig a Scarborough College-ban, majd a Stonyhurst College-ban tanult. Tizenhat éves korában, miután elvégezte a Stonyhurst College-ot, átvette a családi vállalkozást, ahogy az várható volt. Azonban hajtotta a szereplés iránti szenvedélye, ezért 1925-ben a RADA hallgatója lett. 1926-ban debütált mint színpadi színész Londonban, ahol A revizor című drámában megmutathatta színészi sokoldalúságát.
Színpadi sikerei után 1928-ban debütált a filmvásznon a Blue Bottles című filmben, ahol megismerkedett jövendőbeli feleségével, Elsa Lanchesterrel. 1931-ben Laughton a New York-i színpadon is debütált, ami számos hollywoodi nagyjátékfilm felkéréshez vezetett, végül az 1932-ben forgatott Titkok háza című filmmel vált híressé. Az igazi áttörést 1933-ban érte el, amikor a VIII. Henrik magánélete című filmben nyújtott alakításáért elnyerte az Akadémiától a legjobb férfi főszereplőnek járó Oscart.
Nem sokkal ezután felhagyott a színpadi színészettel és csak a filmeknek élt. Olyan filmekben játszott, mint: Fehér asszony a pokolban (1933), Ahol tilos a szerelem (1934), A gályarab (1935), Lázadás a Bountyn (1935), Ruggles of Red Gap (1935), Rembrandt (1936), Ütött az óra (1943), The Suspect (1944), Mindez Évával kezdődött valamikor (1941), A Paradine-ügy (1947), A nagy óra (1948), A diadalív árnyékában (1948), Férfi az Eiffel tornyon (1949), O. Henry's Full House (1952), A vád tanúja (1957) és a Spartacus (1960). 
1955-ben rendezőként debütált A vadász éjszakája című nagyjátékfilmmel, melyben a főszerepeket Robert Mitchum és Shelley Winters játszotta. Noha a film az ötvenes évek egyik legnagyobb bukásának számított, a Nemzeti Filmarchívum kiválasztotta megőrzésre. Ez volt Laughton egyetlen rendezése.
1962. december 15-én hosszan tartó betegeskedés után hunyt el Hollywoodban, Los Angelesben. A Forest Lawn Memorial Park-ban helyezték végső nyugalomra.

## Filmográfia

### Rövidfilmek
| Év   | Cím          | Szerep                      | Megjegyzés                                         |
| ---- | ------------ | --------------------------- | -------------------------------------------------- |
| 1928 | The Tonic    | a családfő                  | rendezte Ivor Montagu, társszínész Elsa Lanchester |
| 1928 | Day-Dreams   | kicsapongó diák (álom rész) | rendezte Ivor Montagu, társszínész Elsa Lanchester |
| 1928 | Blue Bottles | betörő                      | rendezte Ivor Montagu, társszínész Elsa Lanchester |

### Színpadi szerepek
| Év      | Cím                            | Szerep            | Színház                             | Megjegyzés                                                 |
| ------- | ------------------------------ | ----------------- | ----------------------------------- | ---------------------------------------------------------- |
| 1931    | Payment Deferred               | William Marble    | Lyceum Theatre                      |                                                            |
| 1932    | The Fatal Alibi                | Hercule Poirot    | Booth Theatre                       | rendező is, adaptálva Az Ackroyd-gyilkosság című regényből |
| 1947    | Galileo                        | Galileo           | Maxine Elliot's Theatre             | Laughton a szövegkönyvet is fordította                     |
| 1951    | Don Juan a Pokolban            | az ördög          | New Century Theatre                 | rendező is                                                 |
| 1952    | Don Juan a Pokolban            | az ördög          | Plymouth Theatre                    | rendező is                                                 |
| 1953    | John Brown's Body              | –                 | New Century Theatre                 | rendező és forgatókönyvíró                                 |
| 1954-55 | The Caine Mutiny Court-Martial | –                 | Plymouth Theatre                    | rendező is                                                 |
| 1955    | 3 for Tonight                  | –                 | Plymouth Theatre                    | producer                                                   |
| 1956-57 | Barbara őrnagy                 | Andrew Undershaft | Martin Beck Theatre Morosco Theatre | rendező is                                                 |

### Mozifilmek
| Év   | Cím                                            | Szerep                     | Magyar hangja                                                                                        |
| ---- | ---------------------------------------------- | -------------------------- | --- |
| 1929 | Piccadilly                                     | pultos egy lokálban        | – |
| 1930 | Wolves                                         | Job kapitány               | – |
| 1931 | Down River                                     | Grossman kapitány          | – |
| 1932 | Pokolhajó                                      | Charles Sturm elvtárs      | n.a                                                                                                  |
| 1932 | Titkok háza                                    | Sil William Porterhouse    | n.a                                                                                                  |
| 1932 | Payment Deferred                               | William Marble             | – |
| 1932 | Ha volna egy millióm                           | Phineas V. Lambert         | n.a                                                                                                  |
| 1932 | A kereszt jele                                 | Nero Claudius császár      | n.a                                                                                                  |
| 1932 | Borzalmak szigete                              | Dr. Moreau                 | n.a                                                                                                  |
| 1933 | VIII. Henrik magánélete                        | VIII. Henrik angol király  | Gálvölgyi János                                                                                      |
| 1933 | Fehér asszony a pokolban                       | Horace H. Prin             | n.a                                                                                                  |
| 1934 | Ahol tilos a szerelem                          | Edward Moulton-Barrett     | n.a                                                                                                  |
| 1935 | Ruggles of Red Gap                             | Ruggles                    | n.a                                                                                                  |
| 1935 | A gályarab                                     | Emile Javert nyomozó       | n.a                                                                                                  |
| 1935 | Lázadók                                        | Bligh                      | n.a                                                                                                  |
| 1936 | Rembrandt                                      | Rembrandt                  | 1. magyar változat: Szabó Gyula 2. magyar változat: Hollósi Frigyes                                  |
| 1937 | I, Claudius                                    | Claudius római császár     | – |
| 1938 | Vessel of Wrath                                | Ginger Ted Wilson          | – |
| 1938 | Az utca bolondja                               | Charles Staggers           | n.a                                                                                                  |
| 1939 | Jamaica fogadó                                 | Sir Humphrey Pengallan     | Makay Sándor                                                                                         |
| 1939 | A Notre Dame-i toronyőr                        | Quasimodo                  | n.a                                                                                                  |
| 1940 | They Knew What They Wanted                     | Tony Patucci               | – |
| 1941 | Mindez Évával kezdődött                        | Jonathan Reynolds          | Páger Antal                                                                                          |
| 1942 | The Tuttles of Tahiti                          | Jonas                      | – |
| 1942 | Egy frakk története                            | Charles Smith              | – |
| 1942 | Állj cselekvésre készen!                       | Stephen Thomas admirális   | – |
| 1943 | Forever and a Day                              | Bellamy, Dexter lakája     | – |
| 1943 | Ütött az óra                                   | Albert Lory                | n.a                                                                                                  |
| 1943 | The Man from Down Under                        | Jocko Wilson               | – |
| 1944 | Passport to Destiny                            | Henry Albert Muggins       | – |
| 1944 | A canterville-i kísértet                       | Sir Simon de Canterville   | n.a                                                                                                  |
| 1944 | A gyanúsított                                  | Mr. Philip Marshall        | Benkő Gyula                                                                                          |
| 1945 | Kidd kapitány                                  | William Kidd kapitány      | n.a                                                                                                  |
| 1946 | Because of Him                                 | John Sheridan              | – |
| 1947 | A Paradine-ügy                                 | Lord Thomas Horfield bíró  | 1. és 2. magyar változat: Szabó Ottó 3. magyar változat: Szabó Gyula                                 |
| 1948 | On Our Merry Way                               | John B. Dunne              | – |
| 1948 | A diadalív árnyékában                          | Ivon Haake                 | n.a                                                                                                  |
| 1948 | A nagy óra                                     | Earl Janoth                | 1. magyar változat: Szabó Ottó 2. magyar változat: Benkő Gyula                                       |
| 1948 | The Girl from Manhattan                        | a püspök                   | – |
| 1949 | The Bribe                                      | J.J. Bealer                | – |
| 1949 | Férfi az Eiffel-tornyon                        | Jules Maigret felügyelő    | Hollósi Frigyes                                                                                      |
| 1951 | The Blue Veil                                  | Fred K. Begley             | – |
| 1951 | The Strangle Door                              | Sire Alain de Maletroit    | – |
| 1952 | O. Henry's Full House                          | Soapy                      | – |
| 1952 | Abbott és Costello találkozik Kidd kapitánnyal | William Kidd kapitány      | n.a                                                                                                  |
| 1953 | Salome                                         | Heródes király             | – |
| 1953 | A fiatal Bess                                  | VIII. Henrik angol király  | n.a                                                                                                  |
| 1954 | Hobson lányai                                  | Henry Hobson               | Benkő Gyula                                                                                          |
| 1955 | A vadász éjszakája                             | rendező                    | – |
| 1957 | A vád tanúja                                   | Sir Wilfrid Robarts ügyvéd | 1. magyar változat: Csákányi László 2. magyar változat: Bodrogi Gyula 3. magyar változat: Uri István |
| 1960 | Under Ten Flags                                | Russell admirális          | – |
| 1960 | Spartacus                                      | Gracchus                   | 1. magyar változat (1989): Csákányi László 2. magyar változat (2004): Makay Sándor                   |
| 1962 | Advise & Consent                               | Seabright Cooley szenátor  | – |

### Televízió
| Év      | Cím                              | Szerep (zárójelben az évad (S) és/vagy az epizód (E) száma)                     |
| ------- | -------------------------------- | ------------------------------------------------------------------------------- |
| 1953    | This Is Charles Laughton         | önmaga                                                                          |
| 1956    | Ford Star Jubilee                | narrátor (S1E06)                                                                |
| 1957-59 | General Electric Theater         | 1957: Edwin Kensington (S6E04) 1958: Henry Denry (S6E21) 1959: M. Hamel (S7E19) |
| 1958    | Studio 57                        | Charles Claxton (S4E16)                                                         |
| 1959    | The Joseph Cotten Show: On Trial | ? (S2E02)                                                                       |
| 1960    | Playhouse 90                     | Adam Heller rabbi (S4E17)                                                       |
| 1960    | Wagon Train                      | Albert Farnsworth ezredes (S4E03)                                               |
| 1961    | Checkmate                        | Reverend Wister (S1E14)                                                         |

## Díjai és elismerései
Oscar-díj
- díj: legjobb férfi főszereplő: VIII. Henrik magánélete (1933)
- jelölés: legjobb férfi főszereplő: Lázadás a Bountyn (1935)
- jelölés: legjobb férfi főszereplő: A vád tanúja (1957)

Golden Globe-díj
- jelölés: legjobb férfi főszereplő – filmdráma: A vád tanúja (1957)

BAFTA-díj
- jelölés: legjobb külföldi színész: A vád tanúja (1957)
- jelölés: legjobb külföldi színész: Advise & Consent (1962)

David di Donatello-díj
- díj: legjobb külföldi színész: A vád tanúja (1957)